# Tazawa Yuki
Yuki Tazawa (sinh ngày 16 tháng 7 năm 1979) là một cầu thủ bóng đá người Nhật Bản.

## Sự nghiệp câu lạc bộ
Yuki Tazawa đã từng chơi cho Consadole Sapporo, Jatco, TDK và FC Gifu.